# Märratjärnen (Stensele socken, Lappland)
Märratjärnen är en sjö i Storumans kommun i Lappland och ingår i Umeälvens huvudavrinningsområde.